# Laudot
El Laudot és un riu del sud-oest de França que és un subafluent de la Garona a través del Sor.

## Geografia
Té la seva font a la Muntanya Negra, al municipi de Les Capmases pren una part de les aigües del Lampy, de l'Alzeau i del Sor, passa pel llac de les Cammazes i el Llac de Saint-Ferréol i desemboca al Sor i el Canal del Migdia pel Rec de la Plana.

## Departaments i municipis que travessa
- Tarn : Les Capmases - Sorèze
- Alta Garona: Revèl - Saint-Félix-Lauragais